# くまの (護衛艦・初代)
くまの（ローマ字：JDS Kumano, DE-224）は、海上自衛隊の護衛艦。ちくご型護衛艦の10番艦。艦名は熊野川に由来し、この名を受け継いだ日本の艦艇としては、旧海軍の巡洋艦「熊野」に続き2代目にあたる。

## 艦歴
「くまの」は、第4次防衛力整備計画に基づく昭和47年度計画警備艦1224号艦として、日立造船舞鶴造船所で1974年5月29日に起工され、1975年2月24日に進水、1975年11月29日に就役し、呉地方隊第7護衛隊に編入された。
1976年5月11日、第7護衛隊が呉地方隊第36護衛隊に改称。
1986年3月19日、舞鶴地方隊第31護衛隊に編入され、定係港が舞鶴に転籍。
1989年12月12日、横須賀地方隊第33護衛隊に編入され、定係港が横須賀に転籍。
1993年6月26日、東京に入港したチリ､帆走練習艦エスメラルダのホスト･シップとしてエスコートする。
1994年4月12日、横須賀基地を親善訪問したフランス海軍フロレアル級フリゲート「ニヴォーズ」と交歓を行う。
1995年8月1日、呉地方隊第36護衛隊に編入され、再び呉に転籍。
1997年3月24日、呉地方隊第22護衛隊に編入。
2001年5月18日、除籍。